# ユーリ・アルカンタラ
ユーリ・アルカンタラ（Iuri Alcântara、Yuri Alcântara、1980年8月4日 - ）は、ブラジルの男性総合格闘家。パラー州マラジョ島出身。マラジョ・ブラザーズ・チーム所属。元Jungle Fightライト級王者。
総合格闘家のイルデマール・アルカンタラは実弟。ブラジル軍に在籍していた。

## 来歴
2000年からブラジリアン柔術とムエタイを始め、2003年9月12日に総合格闘技デビュー
2010年12月16日、フェザー級転向初戦となったWEC 53でリカルド・ラマスと対戦し、パウンドでKO勝ちを収めた。

### UFC
2011年8月27日、UFC初参戦となったUFC 134でフェリペ・アランテスと対戦し、3-0の判定勝ちを収めた。
2012年1月14日、UFC 142で小見川道大と対戦し、3-0の判定勝ちを収めた。
2013年1月19日、バンタム級転向初戦となったUFC on FX 7でペドロ・ノーブリと対戦するが、アクシデントでノーブリの後頭部へ打撃を入れてしまい、ダメージで試合続行不可能のためノーコンテストとなった。
2013年8月17日、UFC Fight Night: Shogun vs. Sonnenでバンタム級ランキング2位のユライア・フェイバーと対戦し、判定負け。
2016年1月30日、UFC on FOX 18でジミー・リベラと対戦し、0-3の判定負け。ファイト・オブ・ザ・ナイトを受賞した。
2016年10月8日、UFC 204でブラッド・ピケットと対戦し、三角絞めで一本勝ち。パフォーマンス・オブ・ザ・ナイトを受賞した。
2017年3月4日、UFC 209でルーク・サンダースと対戦。パウンドでKO寸前まで追い詰められたが膝十字固めで逆転一本勝ち。パフォーマンス・オブ・ザ・ナイトを受賞した。
2018年2月3日、UFC Fight Night: Machida vs. Andersでジョー・ソトと対戦し、パウンドでTKO勝ち。パフォーマンス・オブ・ザ・ナイトを受賞した。

## 戦績
| 総合格闘技 戦績 | 総合格闘技 戦績 | 総合格闘技 戦績 | 総合格闘技 戦績 | 総合格闘技 戦績 | 総合格闘技 戦績 | 総合格闘技 戦績 |
| --------------- | --------------- | --------------- | --------------- | --------------- | --------------- | --------------- |
| 44 試合         | (T)KO           | 一本            | 判定            | その他          | 引き分け        | 無効試合        |
| 34 勝           | 13              | 14              | 7               | 0               | 0               | 1               |
| 9 敗            | 1               | 2               | 6               | 0               | 0               | 1               |

| 勝敗 | 対戦相手                       | 試合結果                            | 大会名                                                 | 開催年月日     |
| ×    | コーリー・サンドヘイゲン       | 2R 1:01 TKO（パウンド）             | UFC Fight Night: Gaethje vs. Vick                      | 2018年8月25日  |
| ○    | ジョー・ソト                   | 1R 1:06 TKO（パウンド）             | UFC Fight Night: Machida vs. Anders                    | 2018年2月3日   |
| ×    | アレハンドロ・ペレス           | 5分3R終了 判定0-3                   | UFC Fight Night: Swanson vs. Ortega                    | 2017年12月9日  |
| ×    | ブライアン・ケレハー           | 1R 1:48 ギロチンチョーク            | UFC 212: Aldo vs. Holloway                             | 2017年6月3日   |
| ○    | ルーク・サンダース             | 2R 3:13 膝十字固め                  | UFC 209: Woodley vs. Thompson 2                        | 2017年3月4日   |
| ○    | ブラッド・ピケット             | 1R 1:59 三角絞め                    | UFC 204: Bisping vs. Henderson 2                       | 2016年10月8日  |
| ×    | ジミー・リベラ                 | 5分3R終了 判定0-3                   | UFC on FOX 18: Johnson vs. Bader                       | 2016年1月30日  |
| ○    | レアンドロ・イッサ             | 5分3R終了 判定3-0                   | UFC 190: Rousey vs. Correia                            | 2015年8月1日   |
| ×    | フランキー・サエンズ           | 5分3R終了 判定0-3                   | UFC Fight Night: Bigfoot vs. Mir                       | 2015年2月22日  |
| ○    | ラッセル・ドーン               | 5分3R終了 判定3-0                   | UFC Fight Night: Bigfoot vs. Arlovski                  | 2014年9月13日  |
| ○    | ヴァウアン・リー               | 1R 0:25 KO（左フック→パウンド）     | UFC Fight Night: Munoz vs. Mousasi                     | 2014年5月31日  |
| ○    | ウィルソン・ヘイス             | 5分3R終了 判定2-1                   | UFC Fight Night: Machida vs. Mousasi                   | 2014年2月15日  |
| ×    | ユライア・フェイバー           | 5分3R終了 判定0-3                   | UFC Fight Night: Shogun vs. Sonnen                     | 2013年8月17日  |
| ○    | イリアルデ・サントス           | 1R 2:31 KO（左ストレート→パウンド） | UFC on FX 8: Belfort vs. Rockhold                      | 2013年5月18日  |
| －   | ペドロ・ノーブリ               | 1R 2:11 ノーコンテスト（反則）      | UFC on FX 7: Belfort vs. Bisping                       | 2013年1月19日  |
| ×    | ハクラン・ディアス             | 5分3R終了 判定0-3                   | UFC 147: Silva vs. Franklin 2                          | 2012年6月23日  |
| ○    | 小見川道大                     | 5分3R終了 判定3-0                   | UFC 142: Aldo vs. Mendes                               | 2012年1月14日  |
| ○    | フェリペ・アランテス           | 5分3R終了 判定3-0                   | UFC 134: Silva vs. Okami                               | 2011年8月27日  |
| ○    | リカルド・ラマス               | 1R 3:26 KO（左フック→パウンド）     | WEC 53: Henderson vs. Pettis                           | 2010年12月16日 |
| ○    | マヌエロ・モラレス             | 1R 0:16 TKO（前蹴り）               | Jungle Fight 22 【ライト級王座決定トーナメント 決勝】  | 2010年9月18日  |
| ○    | フランシスコ・トリナウド       | 2R 2:24 腕ひしぎ十字固め            | Jungle Fight 22 【ライト級王座決定トーナメント 1回戦】 | 2010年9月18日  |
| ○    | フランシスコ・マリオ           | 3R 0:28 キムラロック                | Amazon Fight 4                                         | 2010年8月13日  |
| ○    | アルマンド・ゴメス             | 1R TKO（パンチ）                    | Jungle Fight 21                                        | 2010年7月31日  |
| ○    | ジョアン・パウロ・ホドリゲス   | 1R 2:11 腕ひしぎ十字固め            | Iron Man Championship 6                                | 2010年6月10日  |
| ○    | ヴィスカルジ・アンドラージ     | 5分3R終了 判定2-1                   | Jungle Fight 19: Warriors                              | 2010年4月17日  |
| ○    | ジャクソン・ポンテス           | 1R 0:42 腕ひしぎ三角固め            | Iron Man Championship 5                                | 2010年3月11日  |
| ○    | マリンホ・ホシャ               | 1R 3:40 三角絞め                    | Iron Man Championship 4                                | 2009年11月20日 |
| ○    | ジャミウ・シウヴェイラ         | 1R 0:45 三角絞め                    | Leal Combat: Grand Prix 【ライト級グランプリ 決勝】    | 2009年11月5日  |
| ○    | フランシスコ・シウバ           | 1R 2:42 TKO（膝の負傷）             | Leal Combat: Grand Prix 【ライト級グランプリ 1回戦】   | 2009年11月5日  |
| ×    | マウリシオ・ヘイス             | 1R 0:49 膝十字固め                  | Minotauro Combat 1                                     | 2009年10月3日  |
| ○    | アレッシャンドリ・アルカンタラ | 1R 0:52 TKO（パンチ）               | Belem Open Fight 2                                     | 2009年9月17日  |
| ○    | ハファエル・カルバーリョ       | 1R TKO（パンチ）                    | Iron Man Championship 3                                | 2009年9月10日  |
| ○    | ジミー・メシナント             | 1R 2:40 TKO（パンチ）               | IMVT: Champions                                        | 2009年4月19日  |
| ○    | カルロス・アウジニス           | 2R 3:22 TKO（パンチ）               | Tribus de Vale Tudo                                    | 2009年4月11日  |
| ○    | ジミー・メシナント             | 1R 1:30 TKO（パンチ）               | Iron Man Championship 2                                | 2009年3月19日  |
| ○    | Furdjel de Windt               | 5分3R終了 判定3-0                   | Cage Fight Event: Rumble in the Jungle                 | 2008年12月21日 |
| ×    | エンリケ・メーロ               | 5分2R終了 判定0-3                   | Fury FC: Fury Trials                                   | 2008年5月31日  |
| ○    | エリエウソン・アウメイダ       | 1R ギブアップ                       | MF: Midway vs. Dinamite                                | 2008年5月15日  |
| ○    | ホニー                         | 1R リアネイキドチョーク             | DFC 2: The Lightweights                                | 2008年3月19日  |
| ×    | アンドレ・ルイス・オリベイラ   | 1R TKO（脚の負傷）                  | Predador FC 4: Kamae                                   | 2007年1月25日  |
| ○    | ヘリソン・アラウージョ         | 2R 腕ひしぎ十字固め                 | Midway Fight                                           | 2006年6月29日  |
| ○    | イヴァニウド・サントス         | 1R 0:47 腕ひしぎ十字固め            | EcoFight 2                                             | 2006年5月6日   |
| ○    | ミシェウ・アダリオ・バストス   | 2R 2:240 TKO（パンチ）              | EcoFight 2                                             | 2006年5月6日   |
| ○    | ハファエル・バストス           | 3R 3:20 KO                          | Mega Combat Vale Tudo                                  | 2005年10月1日  |
| ○    | ヘネンソン・コスタ             | 1R 0:11 腕ひしぎ十字固め            | Iron Man Vale Tudo 7                                   | 2005年6月11日  |
| ○    | ジョゼ・ジ・アリマテイア       | 1R 2:11 腕ひしぎ十字固め            | Desafio de Gigantes 2                                  | 2004年3月13日  |
| ○    | エルロン・ガブリエル           | 1R 3:17 KO（パンチ）                | Super Vale Tudo Ananindeua                             | 2003年9月12日  |

## 獲得タイトル
- Leal Combatライト級グランプリ 優勝（2009年）
- 初代Jungle Fightライト級王座（2010年）

## 表彰
- ブラジリアン柔術 黒帯
- UFC ファイト・オブ・ザ・ナイト（1回）
- UFC パフォーマンス・オブ・ザ・ナイト（2回）